# Unione Triestina 2012 2012-2013
Questa voce raccoglie le informazioni riguardanti l'Unione Triestina 2012 Società Sportiva Dilettantistica nelle competizioni ufficiali della stagione 2012-2013.

## Stagione
L'Unione Triestina 2012 viene ammessa in Eccellenza in sovrannumero dopo il fallimento dell'Unione Sportiva Triestina Calcio. Nell'agosto 2012, in forza dei 74 campionati professionistici a cui partecipò il sodalizio alabardato, e in applicazione dell'articolo 52 comma 10 delle N.O.I.F., la F.I.G.C. ha consentito l'iscrizione alla città di Trieste del nuovo sodalizio.
A metà del girone di andata, dopo una serie di pareggi, è stato esonerato l'allenatore Fabio Sambaldi per assumere Maurizio Costantini. La squadra, dopo la sconfitta interna con l'Azzanese nel recupero dell'ultima d'andata, si è trovata appaiata agli stessi azzanesi al secondo posto a 10 punti dalla capolista Monfalcone.
Nel girone di ritorno la Triestina ottiene la testa della classifica alla 23ª giornata, complice anche lo scontro diretto risolto a favore degli alabardati; il Monfalcone ritorna poi in testa con 2 punti di vantaggio. Alla 30ª giornata il Monfalcone riposa ma la Triestina spreca l'occasione del sorpasso perdendo in casa con il San Daniele. I biancazzurri mantengono la vetta, e con una giornata d'anticipo conquistano la promozione diretta.
Il secondo posto consente agli alabardati di disputare i play-off nazionali. Il primo avversario sono gli altoatesini del Sankt Martin in Passeier che vengono superati con un doppio 2-1. Il secondo avversario è invece la piemontese la Pro Dronero: dopo l'1-1 ottenuto in trasferta, in casa la Triestina si trova inizialmente sotto per 0-3 e la rimonta fino al 3-3 non serve poiché, grazie alla regola dei gol fuori casa, sono gli avversari a garantirsi la promozione in Serie D.
La società fa quindi richiesta di ripescaggio, e il 6 agosto 2013 viene ammessa in Serie D.

### Problemi di logistica
Negli ultimi dieci anni era capitato già due volte (2003-2004 con il Pordenone, 2010-2011 con l'ISM Gradisca) di aver il campionato di Eccellenza friulana a 17 squadre. La presenza della Triestina ha causato problemi logistici per via della rivalità fra tifosi friulani e giuliani e la mancanza di impianti adatti (cioè con il settore ospiti diviso da quello di casa) ad accogliere una tifoseria numerosa, evento non frequente nei campionati regionali friulani.
Per esempio Tolmezzo-Triestina è stata disputata a Tolmezzo allo stesso orario di Udinese-Genoa facendo alloggiare i tifosi ospiti sotto la tribuna coperta e quelli di casa dalla parte opposta sotto la pioggia e permettendo l'accesso al chiosco prima agli uni e poi agli altri per evitare il contatto fra le tifoserie.
Il doppio scontro fra le prime due della classe, Monfalcone e Triestina, è stato disputato sempre allo Stadio Nereo Rocco di Trieste.
| Giornata | Partita                      | Note |
| -------- | ---------------------------- | --- |
| 2ª       | San Luigi-Triestina 0-4      | disputata allo Stadio Nereo Rocco, casa della Triestina |
| 5ª       | Tolmezzo-Triestina 1-0       | disputata alle 12:30 (in contemporanea con Udinese-Genoa) su ordine della Questura di Udine per evitare contatti fra tifosi udinesi e triestini.                                          |
| 11ª      | Triestina-Gemonese 2-0       | la partita era da giocare a Gemona del Friuli, inversione dei campi su richiesta della Questura di Udine                                                                                  |
| 13ª      | San Daniele-Triestina 0-3    | disputata a Majano su ordine della Questura di Udine che non ha ritenuto idoneo ad ospitare l'alto numero di tifosi giuliani l'impianto di San Daniele del Friuli                         |
| 21ª      | U.F.Monfalcone-Triestina 0-2 | Partita in calendario il 3 febbraio, sospesa al 9' per campo impraticabile. Recupero disputato il 13 febbraio allo Stadio Nereo Rocco (casa della Triestina)                              |
| 23ª      | Maranese-Triestina 0-1       | disputata lunedì 18 febbraio a Lignano Sabbiadoro su ordine della Questura di Udine che non ha ritenuto idoneo ad ospitare l'alto numero di tifosi giuliani l'impianto di Marano Lagunare |
| 25ª      | Lumignacco-Triestina 0-1     | disputata sabato 2 febbraio a Lignano Sabbiadoro su ordine della Questura di Udine che non ha ritenuto idoneo ad ospitare l'alto numero di tifosi giuliani l'impianto di Lumignacco       |

## Risultati

### Eccellenza Friuli-Venezia Giulia
- Essendo il campionato a 17 squadre, era previsto il riposo di una di esse ad ogni giornata, alla Triestina è toccato all'ultima giornata (17ª e 34ª).

#### Andata
| Arbitro: | Copat (Pordenone) |

|                  |           |  |
| Kalin 78’ (rig.) | Marcatori |  |

| Arbitro: | Bernardi (Ravenna) |

|  |           |                                  |
|  | Marcatori | 8’ 14’ 21’ Muiesan 61’ Franciosi |

| Arbitro: | Lazzaroni (Udine) |

|           |           |  |
| Monti 92’ | Marcatori |  |

| Arbitro: | Donda (Cormons) |

|                            |           |                         |
| Monti 47’ Kalin 55’ (rig.) | Marcatori | 30’ Acampora 49’ Novati |

| Arbitro: | Cortinovis (Bergamo) |

|               |           |  |
| Coradazzi 28’ | Marcatori |  |

| Arbitro: | Santarossa (Pordenone) |

|               |           |  |
| Franciosi 82’ | Marcatori |  |

| Arbitro: | Marinescu (Pordenone) |

|                |           |               |
| Bergamasco 72’ | Marcatori | 83’ Franciosi |

| Arbitro: | Ferro (Latisana) |

|           |           |                     |
| Monti 60’ | Marcatori | 53’ (rig.) Vigliani |

| Arbitro: | Lorenzin (Castelfranco Veneto) |

|                       |           |               |
| M.Roman Del Prete 42’ | Marcatori | 60’ Franciosi |

| Arbitro: | Gallas (Udine) |

|                                     |           |  |
| Muiesan 48’ Paolucci 70’ Da Ros 85’ | Marcatori |  |

| Arbitro: | Copat (Pordenone) |

|                       |           |  |
| Monti 44’ Araboni 93’ | Marcatori |  |

| Arbitro: | Valeri (Majano) |

|            |           |  |
| Da Ros 44’ | Marcatori |  |

| Arbitro: | Gariglio (Pinerolo) |

|  |           |                                       |
|  | Marcatori | 51’ Vianello 78’ Da Ros 93’ Venturini |

| Arbitro: | Marcuzzi (Udine) |

|                                |           |  |
| Franciosi 73’ 93’ Paolucci 83’ | Marcatori |  |

| Arbitro: | Donda (Cormons) |

|              |           |                    |
| Pizzutti 68’ | Marcatori | 40’ (rig.) Araboni |

| Arbitro: | Ayroldi (Molfetta) |

|              |           |                         |
| Cipracca 90’ | Marcatori | 18’ Kaculi 40’ Paciulli |

#### Ritorno
| Arbitro: | Kapidani (Pordenone) |

|                   |           |                                               |
| G.Sangiovanni 18’ | Marcatori | 37’ D.Sangiovanni 53’ Venturini 83’ Franciosi |

| Arbitro: | Copat (Pordenone) |

|                    |           |  |
| Araboni 43’ (rig.) | Marcatori |  |

| Arbitro: | Martino (Latisana) |

|  |           |                                                                |
|  | Marcatori | 15’ (aut.) Pitta 22’ (rig.) Araboni 39’ F. Zetto 77’ Franciosi |

| Monfalcone 2 febbraio 2013 21ª giornata | UF Monfalcone | – | Triestina | Stadio Cosulich |

| Trieste 10 febbraio 2013 22ª giornata | Triestina             | 0 – 0 referto | Tolmezzo Carnia | Stadio Nereo Rocco (2.000 spett.)\| Arbitro: \| Marinescu (Pordenone) \| |
| Arbitro:                              | Marinescu (Pordenone) |               |                 |                                                                          |

| Arbitro: | Bariola (Piacenza) |

|  |           |                          |
|  | Marcatori | 82’ F. Zetto 90’ Muiesan |

| Arbitro: | Lazzaroni (Udine) |

|  |           |              |
|  | Marcatori | 15’ F. Zetto |

| Arbitro: | Bertelli (Busto Arsizio) |

|             |           |               |
| Piscopo 57’ | Marcatori | 84’ Fusciello |

| Arbitro: | Santarossa (Udine) |

|  |           |           |
|  | Marcatori | 77’ Monti |

| Arbitro: | Lamannis (Udine) |

|               |           |  |
| Franciosi 48’ | Marcatori |  |

| Arbitro: | Copat (Pordenone) |

|                    |           |                        |
| Mazzolo 76’ (rig.) | Marcatori | 29’ Cipracca 64’ Monti |

| Arbitro: | Cappelletto (Treviso) |

|                 |           |               |
| Marco Rossi 18’ | Marcatori | 90’ Venturini |

| Arbitro: | Kapidani (Pordenone) |

|             |           |                                    |
| Panozzo 62’ | Marcatori | 18’ Monti 27’ Araboni 73’ Vianello |

| Arbitro: | Donda (Cormons) |

|  |           |                               |
|  | Marcatori | 14’ Marzin 60’ Osso Armellino |

| Arbitro: | Capovilla (Verona) |

|  |           |                      |
|  | Marcatori | 24’ Kalin 83’ Da Ros |

| Arbitro: | Marinescu (Pordenone) |

|                                |           |                  |
| Da Ros 23’ D.Sangiovanni 90+8’ | Marcatori | 90+7’ Cantarutti |

| Arbitro: | Azzaro (Ragusa) |

|                         |           |                           |
| Paciulli 81’ Venier 91’ | Marcatori | 51’ Araboni 74’ Franciosi |

### Play-off nazionali
| Arbitro: | Capelli (Bergamo) |

|                               |           |                          |
| Araboni 29’ (rig.) Cardin 72’ | Marcatori | 61’ (rig.) Da. Lanthaler |

| Arbitro: | Meocci (Siena) |

|                         |           |                            |
| Da. Lanthaler 9’ (rig.) | Marcatori | 13’ Cipracca 39’ Franciosi |

| Arbitro: | Pashuku (Albano Laziale) |

|             |           |             |
| Isoardi 12’ | Marcatori | 17’ Araboni |

| Arbitro: | Vigile (Cosenza) |

|                                      |           |                                   |
| Araboni 37’ 58’ (rig.) Franciosi 73’ | Marcatori | 21’ 35’ De Peralta 25’ Madrigrano |

### Coppa Eccellenza Friuli-Venezia Giulia
- La Triestina si è iscritta in ritardo al campionato di Eccellenza quando il programma della Coppa Eccellenza Friuli-Venezia Giulia era già stato diramato, e quindi non ha potuto parteciparvi.